# جاوین دلوریر
جاوین دلوریر (انگلیسی: Javin DeLaurier؛ زادهٔ ۷ آوریل ۱۹۹۸) بازیکن بسکتبال اهل ایالات متحده آمریکا است.
از باشگاه‌هایی که در آن بازی کرده‌است می‌توان به بسکتبال مردان دوک بلو دولز اشاره کرد.